# Зостер (музичка група)
Зостер је босанскохерцеговачка група из Мостара основана 2000. године. До сада су снимили 5 студијских албума. 

### Оснивање
Група настаје у јесен 2000. године на иницијативу Марија Кнезовића и Дражана Планинића као потреба да се нешто каже. Њима су се након годину дана придружили бубњар Горан Ребац и певачица Маријана Пејић, и њих четворо чине окосницу групе. Змајеви и Фломастери само су нека од имена које су мењали са сваким наступом.
Назив Зостер настаје након што је Марио преболовао херпес зостер, а дијагнозу му је установио велики фан групе, извесни др Мишко. Херпес зостер је вирус који живи у људском телу, а приликом пада имунитета, манифестује се на површини коже у виду осипа, који се временом шири, најчешће по раменима и око појаса. Зостер бенд је настао као последица пада имунитета друштва и као потреба да се нешто каже и учини. Када је певачица напустила бенд Марио је постао главни вокал.

### Ојужило (2005)
2003. године, у студију Барака у Мостару (који је у власништву Атиле Аксоја, који тада још није био члан групе) Зостер је снимио сингл Мајко Јамајко. У фебруару 2004. године бенд (кога су тада чинили Горан Ребац, Марио Кнезовић и Дражан Планинић) је уз помоћ Атиле као продуцента, почео са снимањем првог албума, поново у студију Барака. У лето исте године, групи су се придружили на гитарама Атила и Јаковљевић. Снимање албума, који је назван Ојужило завршено је у фебруару 2005. године, а објављен је у августу исте године за издавачку кућу Грамофон из Сарајева. Први спот групе био је за песму Полиција са овог албума, а на самом албуму налазиле су се и песме Мајка Јамајка, Херцеговина, Банана стејт, Амерички филм, које су касније постале део сталног репертоара бенда.

### Фестивал будала (2007)
Након првог албума Ојужило, Дражан Планинић напушта бенд и креће у другачије животне авантуре, а његово место на бас гитари прелази Марко Јаковљевић, док се бенду прикључио саксофониста Борис Гутић, који је био гост на албуму Ојужило. 2006. године Зостер је, у студију МГКС у Сарајеву почео снимање свог другог албума Фестивал Будала, који је следеће године објавила издавачка кућа Грамофон. Најпознатија песма са албума је свакако Ко је јамио, за коју је урађен и анимиран спот, а од осталих песама истакле су се Суграђанин, Утопија и Све чега нема.

### Имачи када (2012)
Након одласка Марка Јаковљевића и Бориса Гутића и доласка Габријела Прусине на клавијатуре, Зостер је у фебруару 2011. године, након 5 година почео снимање новог студијског албума, поново у студију Барака у Мостару. Албум назван Имачи када поново је објавила издавачка кућа Грамофон 2012. године. Први сингл са албума је песма Избјеглица, за коју је урађен и спот, а друге две песме за које су снимљени спотови су биле Све у своје вријеме и Буди свој. Од осталих песама са албума, постале су и слушане Имачи када и Безболним палицама.

### Срце узаврело (2014)
Након албума Имачи када Прусина напушта бенд, а привремено бенд се појачавао искуснијим музичарима као што су Дино Шукало на гитари, Адис Сирбубало и Бојан Ахац на клавијатурама, Едвин Хаџић и Никола Галић на басу. 2014. године Зостер у мостарском студију Павароти снима, свој четврти албум Срце узаврело, који је исте године објавио Грамофон у Босни и Херцеговини и Менарт из Загреба у Хрватској. Први сингл Гаврило, посвећен стогодишњици атентата на Франца Фердинанда у Сарајеву, имао је и анимирани спот, док су остали синглови били Брод који тоне, Волио сам те и Осјећам се.

### Најгори (2023)
У марту 2020. године бенд је објавио спот за сингл Куда иду сви ти људи, као најаву за пети студијски албум, који ће се звати Најгори. Други сингл Треба ми кеш је била новина у односу на уобичајени звук бенда. У међувремену, иако су допринели снимању новог албума, бенд су напустили Атила Аксој и Горан Ребац, а заменили су их Силвио Нуић и Анес Беглербеговић. У мају 2022. објављен је трећи сингл Човјек жели да је птица. У јануару 2023. објављен је четврти сингл Човјек звани чињеница, а спот за песму, снимљен у Шпанији, је урађен у форми трејлера за непостојећи филм. Спот за песму Мозак на пашњак, која је била пети, уједно и задњи сингл са новог албума, објављен је у јуну 2023. године. У септембру 2023. године, албум Најгори, који је сниман у студијима Павароти и Барака у Мостару и Модра ријека у Сарајеву, објавила је Кроација рекордс.